# Кыргызстан на Олимпийских играх
Кыргызстан, как независимое государство, впервые выступила на зимней Олимпиаде 1994 года в Лиллехамере и с тех пор принимала участие во всех Играх. На летних Олимпийских играх 1992 года кыргызские спортсмены входили в состав Объединённой команды, а ранее, с 1952 по 1988 год выступали под флагом СССР.
Всего, за время выступления в качестве независимой команды, спортсмены Кыргызстана завоевали 14 олимпийских медалей (6 серебряные и 8 бронзовых). Все медали были получены на летних Олимпиадах. 11 медалей были завоёваны в спортивной борьбе и по одной в дзюдо и боксе.

## Медалисты
| Медаль  | Спортсмен(-ка)         | Игры        | Вид спорта | Дисциплина                              |
| ------- | ---------------------- | ----------- | ---------- | --------------------------------------- |
| Бронза  | Айдын Смагулов         | 2000 Сидней | Дзюдо      | мужчины, 60 кг                          |
| Серебро | Канатбек Бегалиев      | 2008 Пекин  | Борьба     | мужчины, греко-римская борьба, до 66 кг |
| Бронза  | Руслан Тюменбаев       | 2008 Пекин  | Борьба     | мужчины, греко-римская борьба, до 60 кг |
| Бронза  | Базар Базаргуруев      | 2008 Пекин  | Борьба     | мужчины, вольная борьба, до 60 кг       |
| Серебро | Акжол Махмудов         | 2020 Токио  | Борьба     | мужчины, греко-римская борьба, до 77 кг |
| Бронза  | Мээрим Жуманазарова    | 2020 Токио  | Борьба     | женщины, вольная борьба, до 68 кг       |
| Серебро | Айсулуу Тыныбекова     | 2020 Токио  | Борьба     | женщины, вольная борьба, до 62 кг       |
| Серебро | Мээрим Жуманазарова    | 2024 Париж  | Борьба     | женщины, вольная борьба, до 68 кг       |
| Серебро | Мунарбек Сейитбек уулу | 2024 Париж  | Бокс       | мужчины, бокс, до 57 кг                 |
| Бронза  | Айсулуу Тыныбекова     | 2024 Париж  | Борьба     | женщины, вольная борьба, до 62 кг       |
| Бронза  | Акжол Махмудов         | 2024 Париж  | Борьба     | мужчины, греко-римская борьба, до 77 кг |
| Бронза  | Жоломан Шаршенбеков    | 2024 Париж  | Борьба     | мужчины, греко-римская борьба, до 60 кг |
| Бронза  | Узур Джузупбеков       | 2024 Париж  | Борьба     | мужчины, греко-римская борьба, до 97 кг |

## Таблица медалей
| \| Игры \| Спортсменов \| Золото \| Серебро \| Бронза \| Всего \| Место \| \| \| ------------------- \| --------------------------------------------------- \| --------------------------------------------------- \| --------------------------------------------------- \| --------------------------------------------------- \| --------------------------------------------------- \| --------------------------------------------------- \| ------------------------------------------- \| \| 1952—1988 \| Спортсмены выступали в составе сборной СССР \| Спортсмены выступали в составе сборной СССР \| Спортсмены выступали в составе сборной СССР \| Спортсмены выступали в составе сборной СССР \| Спортсмены выступали в составе сборной СССР \| Спортсмены выступали в составе сборной СССР \| Спортсмены выступали в составе сборной СССР \| \| 1992 Барселона \| Спортсмены выступали в составе Объединённой команды \| Спортсмены выступали в составе Объединённой команды \| Спортсмены выступали в составе Объединённой команды \| Спортсмены выступали в составе Объединённой команды \| Спортсмены выступали в составе Объединённой команды \| Спортсмены выступали в составе Объединённой команды \| \| \| 1996 Атланта \| 33 \| 0 \| 0 \| 0 \| 0 \| — \| \| \| 2000 Сидней \| 48 \| 0 \| 0 \| 1 \| 1 \| 71 \| \| \| 2004 Афины \| 29 \| 0 \| 0 \| 0 \| 0 \| — \| \| \| 2008 Пекин \| 20 \| 0 \| 1 \| 2 \| 3 \| 64 \| \| \| 2012 Лондон \| 14 \| 0 \| 0 \| 0 \| 0 \| — \| \| \| 2016 Рио-де-Жанейро \| 19 \| 0 \| 0 \| 0 \| 0 \| — \| \| \| 2020 Токио \| 16 \| 0 \| 2 \| 1 \| 3 \| 70 \| \| \| 2024 Париж \| — \| 0 \| 2 \| 4 \| 6 \| 68 \| \| \| Итого \| Итого \| 0 \| 6 \| 8 \| 14 \| \| \| |                                                     |                                                     |                                                     |                                                     |                                                     |                                                     |                                             |
| Игры | Спортсменов                                         | Золото                                              | Серебро                                             | Бронза                                              | Всего                                               | Место                                               |                                             |
| 1952—1988 | Спортсмены выступали в составе сборной СССР         | Спортсмены выступали в составе сборной СССР         | Спортсмены выступали в составе сборной СССР         | Спортсмены выступали в составе сборной СССР         | Спортсмены выступали в составе сборной СССР         | Спортсмены выступали в составе сборной СССР         | Спортсмены выступали в составе сборной СССР |
| 1992 Барселона | Спортсмены выступали в составе Объединённой команды | Спортсмены выступали в составе Объединённой команды | Спортсмены выступали в составе Объединённой команды | Спортсмены выступали в составе Объединённой команды | Спортсмены выступали в составе Объединённой команды | Спортсмены выступали в составе Объединённой команды |                                             |
| 1996 Атланта | 33                                                  | 0                                                   | 0                                                   | 0                                                   | 0                                                   | —                                                   |                                             |
| 2000 Сидней | 48                                                  | 0                                                   | 0                                                   | 1                                                   | 1                                                   | 71                                                  |                                             |
| 2004 Афины | 29                                                  | 0                                                   | 0                                                   | 0                                                   | 0                                                   | —                                                   |                                             |
| 2008 Пекин | 20                                                  | 0                                                   | 1                                                   | 2                                                   | 3                                                   | 64                                                  |                                             |
| 2012 Лондон | 14                                                  | 0                                                   | 0                                                   | 0                                                   | 0                                                   | —                                                   |                                             |
| 2016 Рио-де-Жанейро | 19                                                  | 0                                                   | 0                                                   | 0                                                   | 0                                                   | —                                                   |                                             |
| 2020 Токио | 16                                                  | 0                                                   | 2                                                   | 1                                                   | 3                                                   | 70                                                  |                                             |
| 2024 Париж | —                                                   | 0                                                   | 2                                                   | 4                                                   | 6                                                   | 68                                                  |                                             |
| Итого | Итого                                               | 0                                                   | 6                                                   | 8                                                   | 14                                                  |                                                     |                                             |

### Зимние Олимпийские игры
| Игры                | Спортсменов                                         | Золото                                              | Серебро                                             | Бронза                                              | Всего                                               | Место                                               |                                             |
| ------------------- | --------------------------------------------------- | --------------------------------------------------- | --------------------------------------------------- | --------------------------------------------------- | --------------------------------------------------- | --------------------------------------------------- | ------------------------------------------- |
| 1956—1988           | Спортсмены выступали в составе сборной СССР         | Спортсмены выступали в составе сборной СССР         | Спортсмены выступали в составе сборной СССР         | Спортсмены выступали в составе сборной СССР         | Спортсмены выступали в составе сборной СССР         | Спортсмены выступали в составе сборной СССР         | Спортсмены выступали в составе сборной СССР |
| 1992 Альбервиль     | Спортсмены выступали в составе Объединённой команды | Спортсмены выступали в составе Объединённой команды | Спортсмены выступали в составе Объединённой команды | Спортсмены выступали в составе Объединённой команды | Спортсмены выступали в составе Объединённой команды | Спортсмены выступали в составе Объединённой команды |                                             |
| 1994 Лиллехаммер    | 1                                                   | 0                                                   | 0                                                   | 0                                                   | 0                                                   | —                                                   |                                             |
| 1998 Нагано         | 1                                                   | 0                                                   | 0                                                   | 0                                                   | 0                                                   | —                                                   |                                             |
| 2002 Солт-Лейк-Сити | 2                                                   | 0                                                   | 0                                                   | 0                                                   | 0                                                   | —                                                   |                                             |
| 2006 Турин          | 1                                                   | 0                                                   | 0                                                   | 0                                                   | 0                                                   | —                                                   |                                             |
| 2010 Ванкувер       | 2                                                   | 0                                                   | 0                                                   | 0                                                   | 0                                                   | —                                                   |                                             |
| 2014 Сочи           | 1                                                   | 0                                                   | 0                                                   | 0                                                   | 0                                                   | —                                                   |                                             |
| 2018 Пхёнчхан       | 2                                                   | 0                                                   | 0                                                   | 0                                                   | 0                                                   | —                                                   |                                             |
| 2022 Пекин          | 1                                                   | 0                                                   | 0                                                   | 0                                                   | 0                                                   | -                                                   |                                             |
| Итого               | Итого                                               | 0                                                   | 0                                                   | 0                                                   | 0                                                   |                                                     |                                             |

### Медали по видам спорта
Летние виды спорта
| Виды спорта | Золото | Серебро | Бронза | Всего |
| ----------- | ------ | ------- | ------ | ----- |
| Борьба      | 0      | 5       | 7      | 12    |
| Дзюдо       | 0      | 0       | 1      | 1     |
| Бокс        | 0      | 1       | 0      | 1     |
| Всего       | 0      | 6       | 8      | 14    |